# 咖喱36
咖喱36（德語：Curry 36）是一家来自柏林克罗伊茨贝格的咖喱小吃摊。在柏林之外也很有名气。这个名字是由位于梅林达姆36号的建筑的门牌号组成的，该公司的第一家小吃店就设在这里，主要提供的是德国特色小吃—德国咖喱香肠。

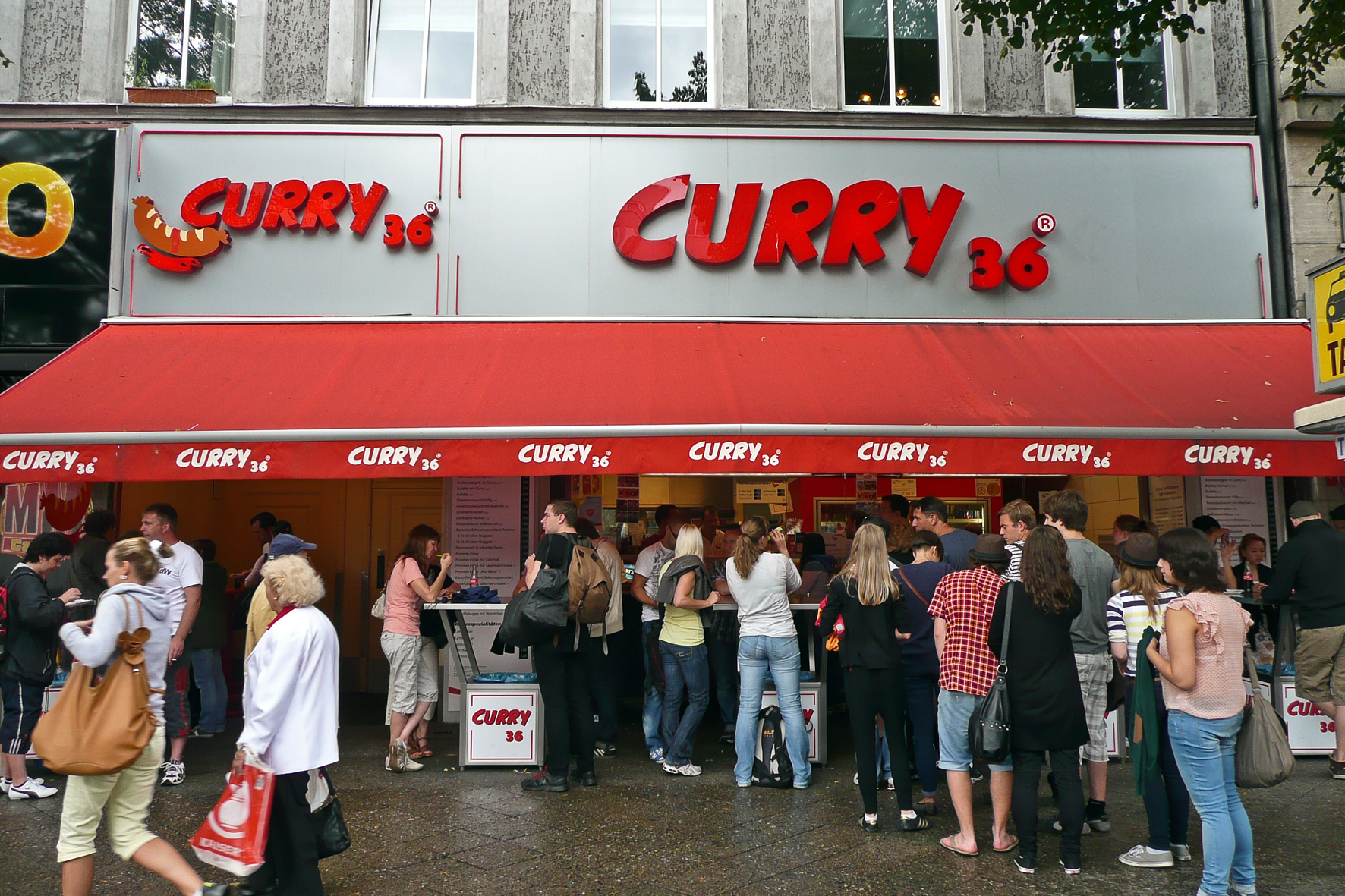
在柏林-克罗伊茨贝格的小吃摊

## 历史
起初，该小吃摊由一辆木车组成，从车上出售水壶货物，被称为 "Wurstmaxe"。它位于梅林达姆36号房屋的入口处。1980年，小吃摊由维拉和卢兹·斯滕斯彻克伉俪接管，后者也是该小吃摊的特许权持有者。同时，这个200平方米的小吃摊有许多油炸机、油煎锅和其余种类的平底锅，一年365天都在营业。香肠则来自利希滕拉德的一家肉店。由于一些旅游指南中提及了这些小吃摊位，因此这里的游客络绎不绝。

## 分店

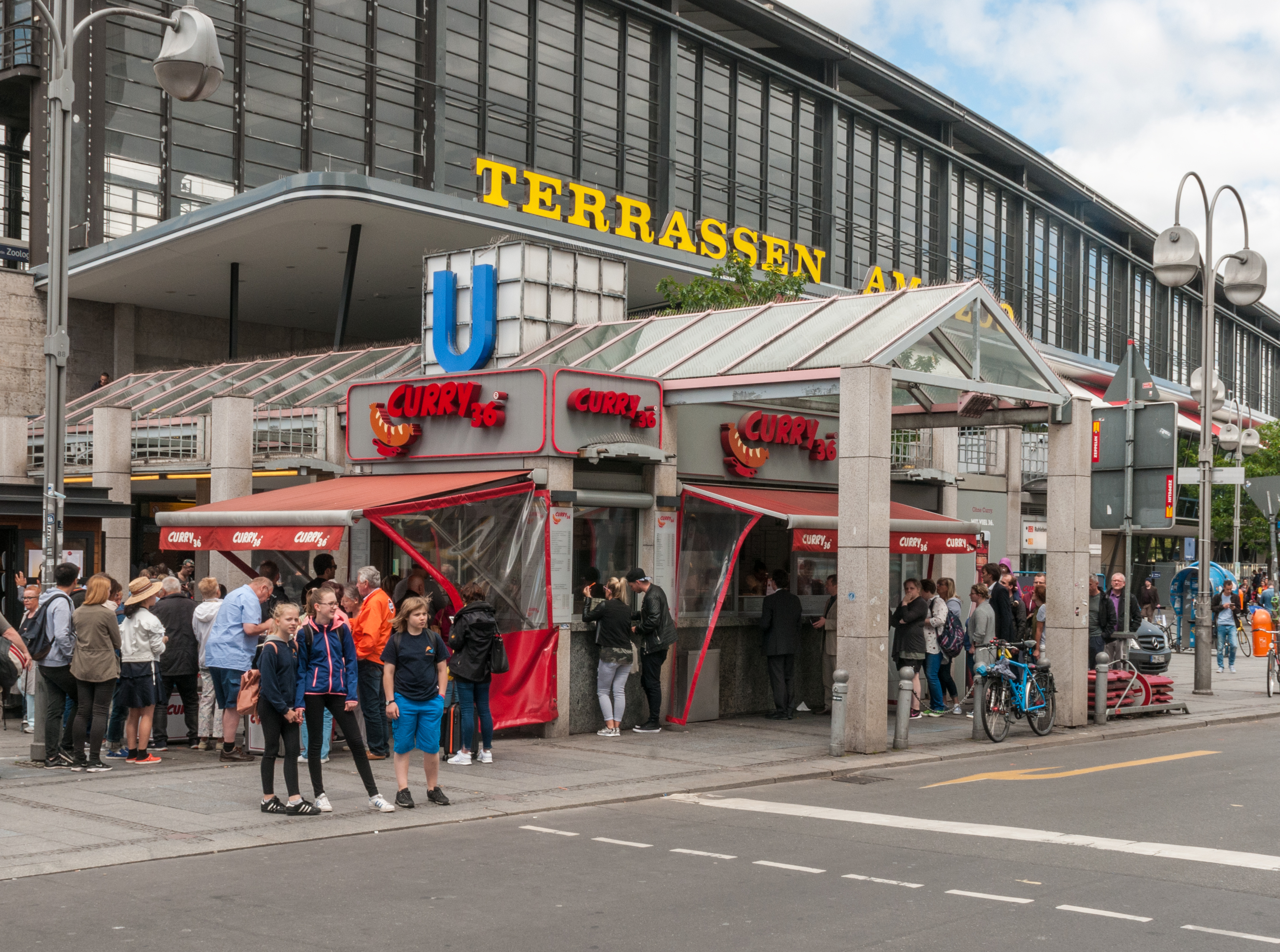
柏林动物园车站的咖喱36

自2012年7月起，咖喱36在柏林动物园车站的哈登堡广场开了第二家分店，自2018年10月起，在柏林火车总站开了第三家分店。最近，在柏林华沙大街车站开设了第四家分店。

## 其他
咖喱36的知名客户，包括德国朋克乐队医生乐队的成员、奥地利前代理总统诺伯特·霍费尔和德国前总理格哈德·施罗德。
演员汤姆·汉克斯在接受采访时曾说：“我希望有人能在柏林给我一套公寓，最好是在咖喱36的附近。” 